# Offerta di frutta a una divinità della luna
Offerta di frutta a una divinità della luna è uno degli affreschi eseguiti da Giandomenico Tiepolo per la foresteria della Villa Valmarana "Ai Nani" di Vicenza. Si trova nella Stanza delle Cineserie.